# Halastó
Halastó is een plaats (község) en gemeente in het Hongaarse comitaat Vas. Halastó telt 131 inwoners (2001).